# Interior (film)
Interior – polski film obyczajowy z 2019 roku w reżyserii Marka Lechkiego. W głównych rolach wystąpili Magdalena Popławska, Piotr Żurawski i Tomasz Sapryk. Film miał premierę 16 września 2019 roku na 44. Festiwalu Polskich Filmów Fabularnych w Gdyni.

## Fabuła
35-letni Maciej pracuje od rana do wieczora, aby spłacić kredyt wzięty na mieszkanie. Przestaje on wierzyć w jakikolwiek sens życia. W akcie zemsty spontanicznie kradnie samochód swojego szefa i rusza nim w trasę bez większego planu. Jego ścieżki niedługo skrzyżują się z losami 35-letniej Magdy, która podobne emocje co on przechodzi przy organizacji obchodów ważnej rocznicy dla Urzędu Miasta, w którym pracuje.

## Obsada
- Magdalena Popławska jako Magda
- Piotr Żurawski jako Maciek
- Tomasz Sapryk jako Stanisław
- Lech Mackiewicz jako burmistrz
- Marcin Piętowski jako Błażej
- Grzegorz Mielczarek jako Artur
- Maciej Winkler jako szef
- Mariusz Bąkowski jako Adam
- Mateusz Grys jako Grześ
- Julia Magott jako Zosia[2]

## Nagrody i nominacje
| Nagroda                                              | Kategoria | Wynik     |
| ---------------------------------------------------- | --- | --------- |
| Polska Nagroda Filmowa (Orzeł)                       | Orzeł – Najlepsze zdjęcia (Paweł Flis)                                                                                | Nominacja |
| Złote Lwy                                            | Nagrody Indywidualne – Najlepszy dźwięk (Jarosław Czernichowski, Marcin Jachyra, Marcin Lenarczyk, Oliwier Synkowski) | Wygrana   |
| Złote Lwy                                            | Złote Lwy – Udział w konkursie głównym (Marek Lechki)                                                                 | Nominacja |
| Międzynarodowy Festiwal Kina Niezależnego Off Camera | Konkurs Polskich Filmów Fabularnych – Udział w konkursie (Marek Lechki)                                               | Nominacja |
| Tofifest                                             | FROM POLAND. Konkurs Polski – Udział w konkursie (Marek Lechki)                                                       | Nominacja |
| Festiwal Filmów Polskich „Wisła”                     | Konkurs Filmów Fabularnych – Udział w konkursie (Marek Lechki)                                                        | Nominacja |